# 24 kvadrat
24 kvadrat var Sveriges minsta dansscen 2002–2010, belägen i det gamla Sockerbruket (Banehagsgatan 1J) i Klippan Västra i Göteborg. Konstnärliga ledare är koreografen Gun Lund och Lars Persson, även verksamma i kompaniet E=mc2 danskonst. Sedan 2002 har de bjudit in och presenterat danskonstnärer från ett tjugotal länder att uppträda på den lilla scenen.